# Laurent Brancowitz
 (juillet 2014).
Si vous disposez d'ouvrages ou d'articles de référence ou si vous connaissez des sites web de qualité traitant du thème abordé ici, merci de compléter l'article en donnant les références utiles à sa vérifiabilité et en les liant à la section « Notes et références ».
Laurent Brancowitz, né Laurent Mazzalai à Versailles (Yvelines) le 19 octobre 1973, est un musicien-guitariste français.

## Biographie

### Darlin’
En 1992, Laurent Brancowitz prend part à la création du groupe Darlin' aux inspirations qui font penser aux Beach Boys. Le groupe est composé de trois membres : Laurent Brancowitz, Thomas Bangalter et Guy-Manuel de Homem-Christo. Ils signent sur le label Duphonic Records. Le magazine de musique britannique Melody Maker qualifie leur musique de « dafty punky trash ». Darlin’ est dissous quelques mois plus tard. Thomas Bangalter et Guy-Manuel de Homem-Christo veulent continuer à travailler dans la musique électronique et utilisent la citation du magazine Melody Maker pour créer le groupe Daft Punk . Dans le même temps Laurent Brancowitz rejoint le groupe Phoenix.

### Phoenix
Phoenix est officiellement fondé en 1997 avec Christian Mazzalai, le frère de Laurent, Thomas Mars et Deck D’Arcy. Tous originaires de Versailles, les membres du groupe aiment faire apparaitre les jardins du Château de Versailles sur des écrans géants au cours de leurs concerts. Laurent Brancowitz est le guitariste du groupe. 
Pendant les concerts, Laurent Brancowitz joue avec une Fender Bullet (en). Par ailleurs, il utilise une grande variété de guitares allant de Fender à Gibson.